# فرنسيسكو ريبيلو
فرنسيسكو ريبيلو هو لاعب كرة قدم برتغالي في مركز الدفاع، ولد في 12 أكتوبر 1947 في شطوبر في البرتغال. شارك مع منتخب البرتغال لكرة القدم. أما مع النوادي، فقد لعب مع فيتوريا سيتوبال.

## وصلات خارجية
- فرنسيسكو ريبيلو على موقع الاتحاد الدولي (مؤرشف)  (الإنجليزية)
- فرنسيسكو ريبيلو على موقع قاعدة بيانات كرة القدم.إي يو (الإنجليزية)
- فرنسيسكو ريبيلو على موقع ناشيونال فوتبول تيمز (الإنجليزية)